# Dorylia Calmel
Pour les articles homonymes, voir Calmel.
 (janvier 2019).
Si vous disposez d'ouvrages ou d'articles de référence ou si vous connaissez des sites web de qualité traitant du thème abordé ici, merci de compléter l'article en donnant les références utiles à sa vérifiabilité et en les liant à la section « Notes et références ».
Dorylia Calmel est une actrice française
Titulaire d'un master en interprétation de conférence et en Mise en scène et dramaturgie, elle a joué dans de nombreux rôles au cinéma, à la télévision et au théâtre

## Biographie
Dorylia Calmel naît le 11 septembre 1980 à Brazzaville au Congo,, elle est métisse franco-congolaise et a une sœur.
Elle a appris la langue des signes. Elle a pratiqué le trapèze fixe, la corde lisse et le contorsionisme dans un cirque.

## Filmographie

### Cinéma
- 2004 : Les Saignantes de Jean-Pierre Bekolo : Chouchou. Prix d interprétation FESPACO
- 2005 : La Mulâtre[réf. nécessaire] : ?
- 2008 : Le Coach d'Olivier Doran : Mathilde
- 2009 : Notre étrangère de Sarah Bouyain : Amy
- 2017 : Laissez bronzer les cadavres ! de Hélène Cattet et Bruno Forzani : la femme
- 2021: Les Fantasmes : David et Stéphane FOENKINOS
- 2022: Le nouveau Jouet. De James Huth: Stéphanie

### Télévision
- 2005: Préjudice, France 2
- 2006 : J'ai pensé à vous tous les jours de Jérôme Foulon : ?
- 2006 : L'Enfant de Noël de Stéphane Kappes
- 2007 : Joséphine, ange gardien (saison 11, épisode 1) : Ticket gagnant de Pascal Heylbroeck : Amélie
- 2007-2013 : Enquêtes réservées (saisons 1 à 6, 42 épisodes) de Patrick Dewolf : la gendarme Bérénice Saint-Mathieu
- 2008 : PJ (saison 13, épisode 3) : Sans papiers de Thierry Petit : Marie-Laurence Djoni
- 2008-2010 : Équipe médicale d'urgence d'Étienne Dhaene
- 2010 : Julie Lescaut, épisode 2 saison 19, Contre la montre de Jérôme Navarro : Alice
- 2015 : Le Zèbre de Frédéric Berthe : Désirée Laplante
- 2016 : Caïn saison 4 épisode 9 Le Grand Saut
- 2017 -2019 : Cut ! saisons 5 et 6 (série télévisée) : Hélène Kassovitz / De Kervelec
- depuis 2019 : Un si grand soleil : Justine Aja
- 2021 : Tropiques criminels, épisode 5 saison 2, Goa Beach : Oriane
- 2021 : Tandem, saison 5, épisode 8 : Disparition inquiétante, réalisé par Bénédicte Delmas : Emeline Mattéi
- 2021 : Le Saut du diable d'Abel Ferry : Manon Fayolle
- 2023: The Serpent Queen, Lionsgate
- 2023: Le nouveau, avec  François-Xavier Demaison
- 2025: Désenchantées, de David Hourregue

## Doublage

### Cinéma

#### Films
- 2022 : Me Time : Enfin seul ? : ? (?)
- 2024 : Sleeping Dogs : Susan Avery (Paula Arundell (en))

#### Films d'animation
- 2022 : Entergalactic : ?

### Télévision

#### Séries télévisées
- 2015-2020 : Occupied : Hilde Djupvik (Selome Emnetu) (22 épisodes)
- 2021 : Dom : ? (?)
- 2023 : From : Bakta (Angela Moore) (saison 2)